# جرزی ویلیج (تگزاس)
جرزی ویلیج، تگزاس (به انگلیسی: Jersey Village, Texas) یک شهر در ایالات متحده آمریکا با جمعیت ۷٬۶۲۰ نفر است که در Harris County واقع شده‌است.

## نگارخانه

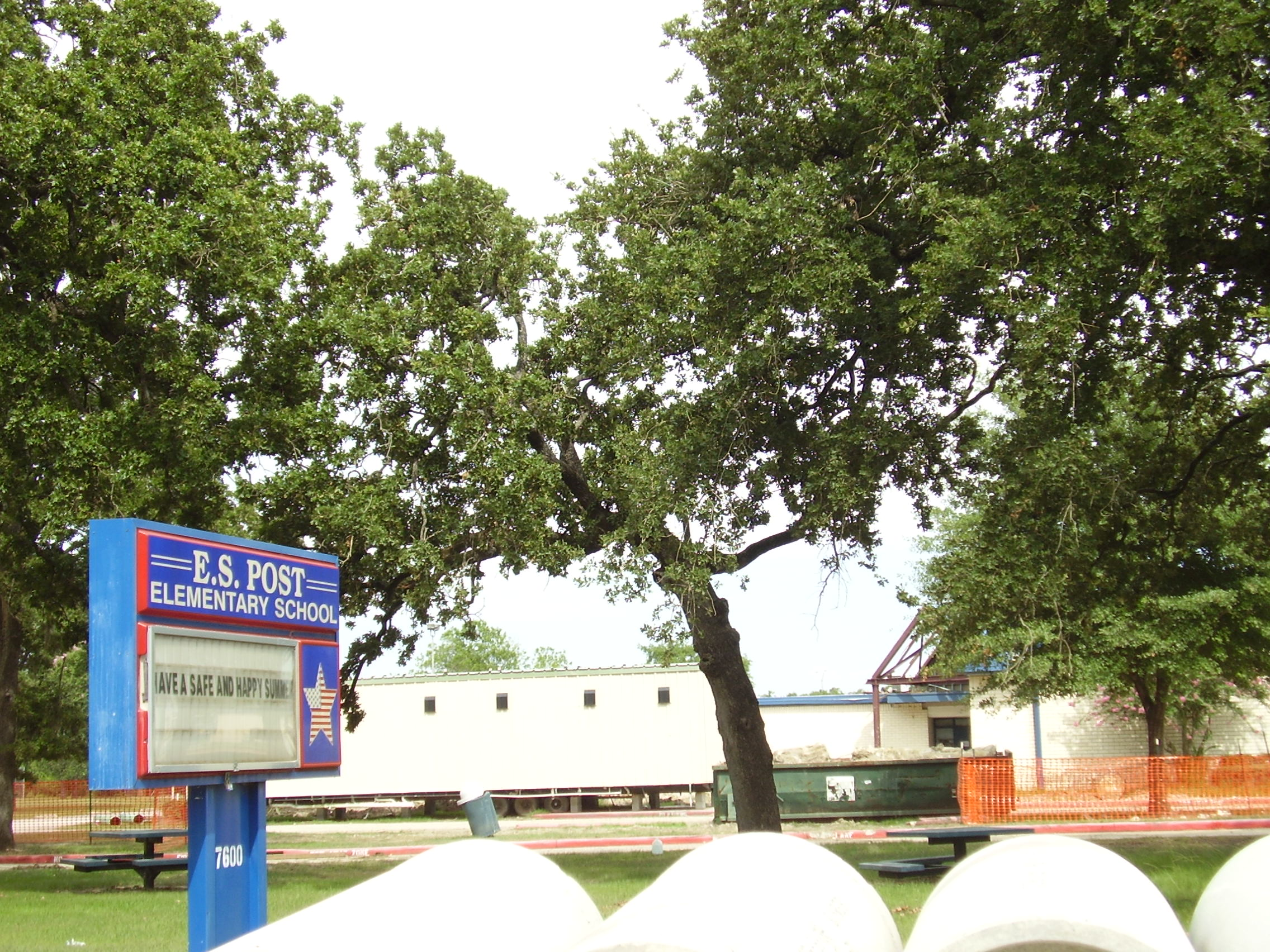